# Mario Maraschi
Mario Maraschi (ur. 28 sierpnia 1939 w Lodim, zm. 3 grudnia 2020 w Arcugnano) – włoski piłkarz grający na pozycji napastnika. 

## Kariera klubowa
Wychowanek AS Fanfulla, w której zadebiutował w seniorskiej piłce w sezonie 1956/1957 IV Serie. W 1958 przeniósł się do Pro Vercelli 1892, z którego został kupiony przez A.C. Milan, gdzie zadebiutował w Serie A. W latach 1961–1964 grał dla stołecznego S.S. Lazio. Po krótkich pobytach w Bologni i Lanerossi Vicenza przeniósł się do AC Fiorentiny w 1967. W sezonie 1968/1969 zdobył 14 bramek i przyczynił się do zdobycia tytułu mistrza Włoch, przez klub z Florencji. 
W 2018 został włączony do galerii sław ACF Fiorentiny.

## Kariera trenerska
Po zakończeniu kariery piłkarskiej, prowadził A.C. Legnago na początku lat 90. XX wieku. W sezonie 1994/1995 był trenerem szwajcarskiego FC Chiasso. Prowadził również kobiecą drużynę Vicenzy.